# Gipfelburg
Eine Gipfelburg ist eine auf einem Berggipfel errichtete Höhenburg. Sofern ein anstehender Felsen in die Architektur einbezogen wurde, spricht man von einer Felsenburg.
Die Vorteile dieses strategisch gewählten Standpunkts bestanden zum einen in der Unerreichbarkeit. Über die steil ansteigenden Bergflanken gestalteten sich Angriffe auf die Burg schwierig, je nach Gelände sogar unmöglich. Zum anderen konnte man auch den Beschuss des Burginneren verhindern, wenn sich die Burg auf dem höchstgelegenen Punkt der Umgebung befand. Auch der repräsentative Wert der Burg wurde durch die besondere Lage gehoben.
Allerdings ergaben sich für Gipfelburgen versorgungstechnische Schwierigkeiten: Mangels ausreichend starker Pumpen war eine Wasserversorgung problematisch, sofern keine Quelle in der Nähe lag. Das Anlegen von Burgbrunnen war sehr aufwendig. Auch der Transport von Lebensmitteln, Nutztieren und anderen Gütern wurde durch den Standort erschwert. Die widrigen Witterungsverhältnisse auf Berggipfeln erschwerten das Burgleben zusätzlich.
Ein weiteres Problem ergab sich aus der Abgelegenheit der Burgen. Das Ausrücken von bewaffneten Fußsoldaten wurde durch das Gelände behindert, mehr noch das von Reitern. Die Kontrolle der umliegenden Gebiete war deshalb nur unzureichend möglich.
Die Katharer benutzten eine Reihe von unzugänglichen Gipfelburgen als Zufluchtsorte, wie etwa Burg Montségur, die auf dem Gipfel einer steilen Felskuppel liegt.
Wie auch andere Höhenburgen verloren Gipfelburgen im Laufe des Mittelalters an Bedeutung. Der Aufstieg der Städte als Zentren von Wirtschaft und Politik schmälerten den Wert dieser Burgen für Handel und Herrschaft.

Beispiele
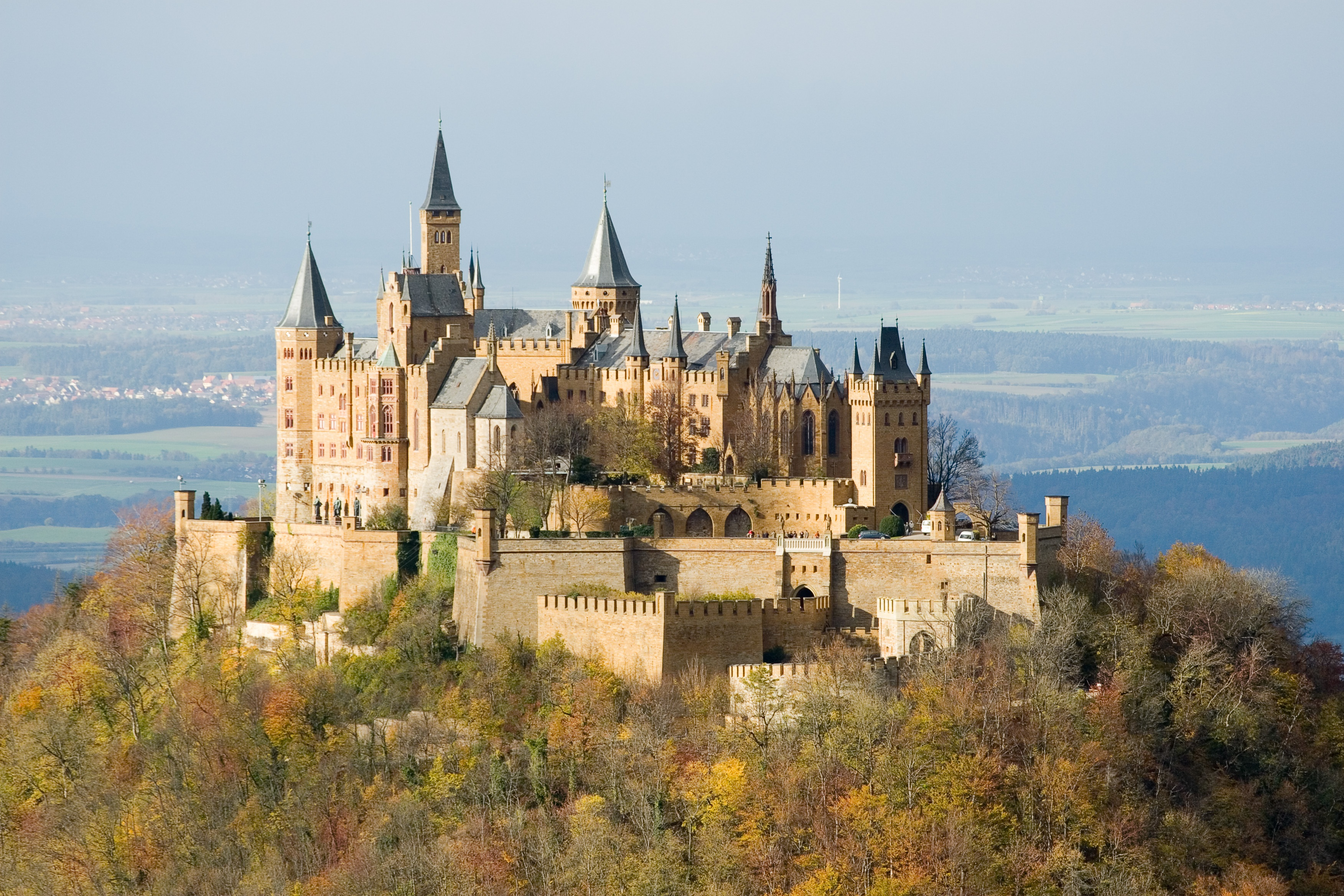
Burg Hohenzollern, ein typisches Beispiel für eine Gipfelburg
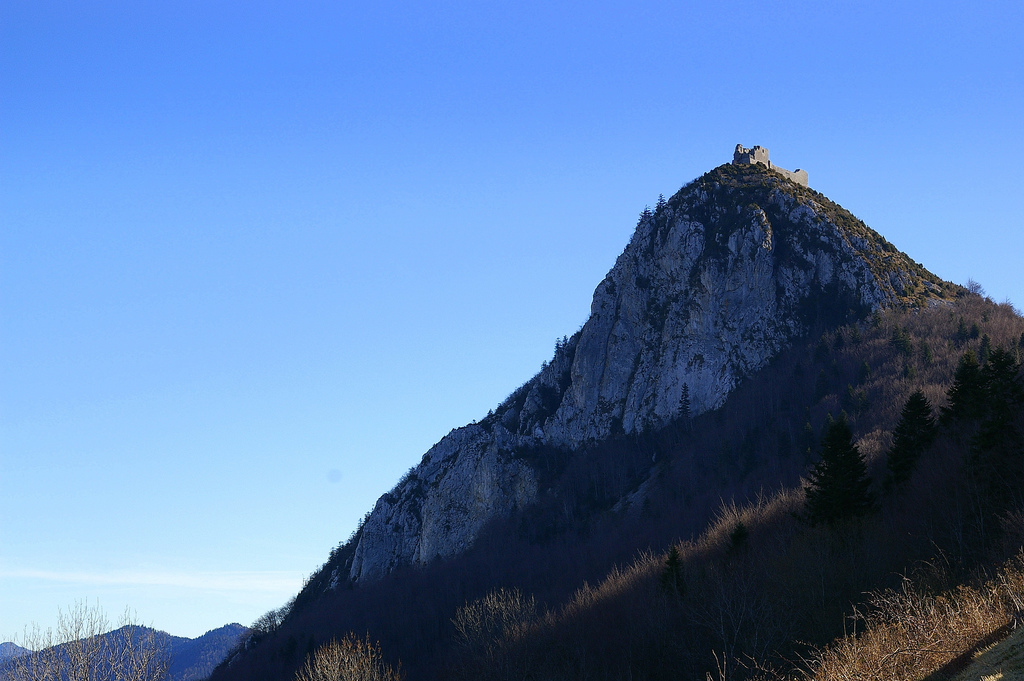
Burg Montségur, Zufluchtsort der Katharer
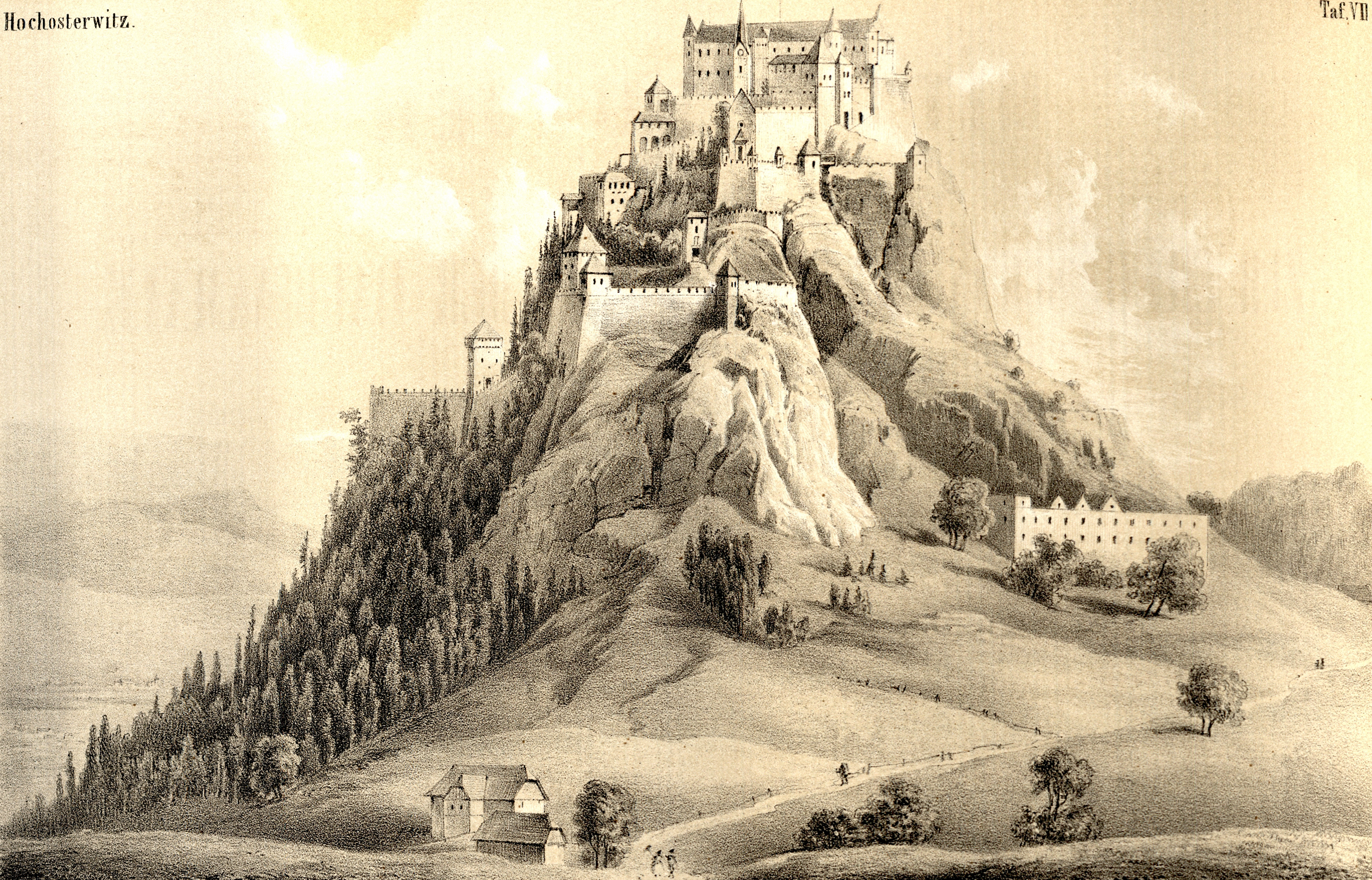
Burg Hochosterwitz um 1860, Josef von Scheiger